# Stadssporthal Sittard
De Stadssporthal is een sportaccommodatie in het Zuid-Limburgse Sittard. In 1978 werd de hal in gebruik genomen. De bouw van de hal die al in 1974 had moeten starten werd enige tijd vertraagd door bezwaren van omwonenden die maken hadden met toekomstige geluidsoverlast en parkeerproblemen. Hoewel het College van Gedeputeerde Staten deze bezwaren ongegrond verklaarde zetten de financiële aspecten van het project een rem op het bouw.
Sinds de opening van de Stadssporthal, is de hal thuishaven van handbalvereniging Sittardia. Sinds het seizoen 2017/2018 speelt Limburg Lions zijn thuiswedstrijden in de Stadssporthal. Ook Basketbalclub Bumpers heeft ook zijn intrek in de Stadssporthal.